# Turakowe
Turakowe (Musophagiformes) – rząd ptaków z podgromady ptaków nowoczesnych Neornithes. Występują wyłącznie w Afryce Subsaharyjskiej.

## Morfologia
Ptaki należące do tego rzędu są zwykle bardzo kolorowo ubarwione, często na niebiesko, zielono lub fioletowo. Grupa ta posiada barwniki (czerwono-fioletowy – turacyna i zielony turakowerdyna) nieobecne u żadnych innych zwierząt, co czyni ich upierzenie niepowtarzalnym w całej gromadzie ptaków.

## Ekologia i zachowanie
Żyją w lasach i na sawannach. Nie są dobrymi lotnikami, za to dobrze biegają. Odżywiają się liśćmi, pąkami, kwiatami lub owocami i rzadziej drobnymi bezkręgowcami. Budują gniazda na drzewach, składają zwykle 2–3 jaja.

## Systematyka
Do rzędu należy tylko jedna rodzina:
- Musophagidae – turakowate

W dawniejszych klasyfikacjach nie wyróżniano rzędu turakowych, a rodzinę turakowatych (Musophagidae) zaliczano do rzędu kukułkowych (Cuculiformes) razem z kukułkowatymi (Cuculidae), niekiedy także z hoacynami (Opisthocomidae). Badania zespołu Kuhl et al. (2021) sugerują, że turakowe są najbliżej spokrewnione z dropiami (Otidiformes).